# Formica yessensis
Espèce
Synonymes
- Formica truncicola var. yessensis Wheeler 1913
- Formica rufa truncicola var. yessensis Forel, 1901
- Formica truncicola yessensis: Ruzsky, 1926
- Formica truncorum var. yessensis, Wheeler, 1933
- Formica yessensis, Collingwood, 1976

Formica yessensis est une espèce de fourmis. Son nom japonais est « Ezo-akayama-ari ». En français, elle peut être nommée « Fourmi rousse japonaise » car elle appartient au sous-genre Formica (Formica), communément appelé « fourmi rousse des bois ». Elle vit au Nord-Est du continent asiatique.
La longueur totale de l'ouvrière est de 4,5-7 mm, celle de la reine 9 à 12 mm. Sa tête, son mésosome, son pétiole et ses pattes sont jaunâtres à brun-rouge, sa partie dorsale étant un peu plus foncées. L'abdomen est noir, sa base un peu rougeâtre. Très semblable à Formica truncorum, elle s'en distingue par la quasi-absence de soies dressées sur les tibias postérieurs et le premier article de l'antenne. La bordure supérieure du pétiole est légèrement convexe à presque plate.

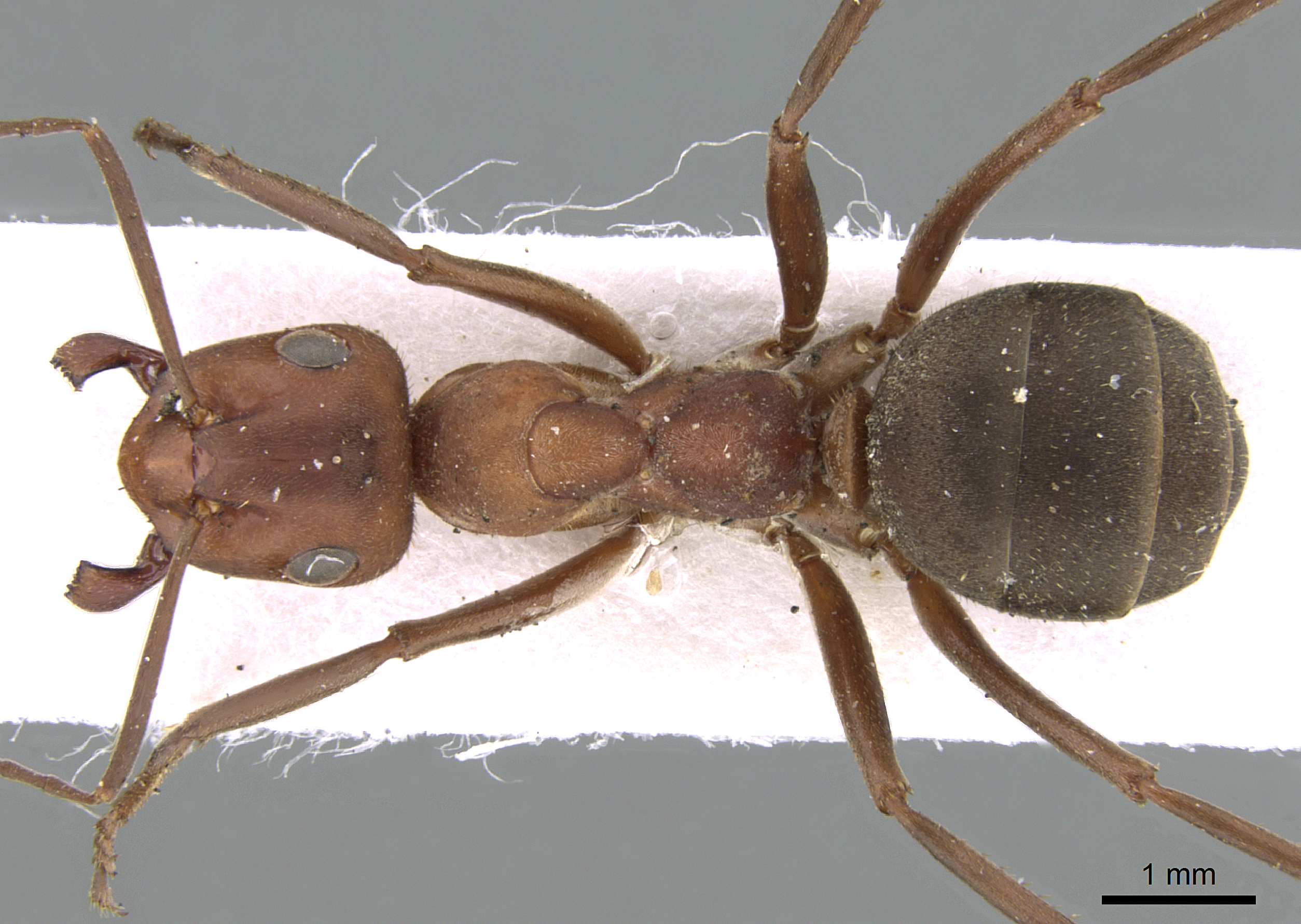
Vue dorsale
Vue de profil

Formica yessensis est une espèce palearctique présente au Japon au sud-ouest d'Hokkaidō et au centre et au Nord d'Honshū, en Sibérie, au Nord-Est de la Chine continentale, dans la Péninsule coréenne et à Taiwan. Elle vit dans les sous-bois de conifères ou de chêne, plutôt en altitude. 
Formica yessensis construit des dômes de 1 mètre de haut avec des aiguilles de conifères ou de l'herbe sèche. Elle est plutôt discrète et vit dans des endroits relativement bien isolés. Elle élève des pucerons myrmécophiles sur le chêne Quercus dentata pour récolter leur miellat. Elle est moyennement polygyne et polydôme. Cette espèce peut former des supercolonies dont la plus connue se situe sur la baie d'Ishikari à Hokkaidō. Elle comporte 45000 fourmilières qui s'étendent sur 2,3 km². Les reines n'étant pas particulièrement nombreuses par rapport aux ouvrières, il est probable que F. yessensis soit un parasite social temporaire, comme Formica lugubris. À Hokkaidō, la période d'activité va d'avril à octobre  et le vol des sexués a lieu en août.